# Raffaele Pierini
Raffaele Pierini (Brindisi, 2 dicembre 1923 – Brindisi, 8 dicembre 2019) è stato un calciatore e allenatore di calcio italiano, di ruolo attaccante.

## Carriera
Debutta in Serie C nel 1939-1940 con il Brindisi; nel dopoguerra disputa due campionati di Serie B con i pugliesi, collezionando tra i cadetti 58 presenze e 6 gol.
Nella stagione 1949-1950 ed in quella successiva milita nel Catania in Serie B, giocando 37 partite e mettendo a segno 8 reti.